# Eduard Ege
Eduard Ege (* 17. Februar 1893 in Stuttgart; † 10. August 1978 in München) war ein deutscher Maler, Graphiker und Holzschneider.

## Leben und Werk
Eduard Ege lebte seit 1898 in München. Er studierte von 1919 bis 1921 bei Julius Diez an der Staatlichen Kunstgewerbeschule München. Anschließend ließ er sich freischaffend in München nieder. 1921 heiratete er in Flensburg die Bildhauerin und Seidenweberin Clara Mohr (1897–1990). Als Typograf gestaltete er die Ege-Schrift (1921) und die Basalt (1926). Für bedeutende in München ansässige Verlage, darunter der Georg Müller Verlag, der Drei Masken Verlag sowie der Delphin-Verlag, entwarf er Buchumschläge und Illustrationen, oftmals auf Holzschnitten basierend. Nach ausgedehnten Studienreisen ins Ausland und einem längeren Aufenthalt in Paris übernahm er 1925 die Leitung der Münchner Lehrwerkstätten (ehemals Debschitz-Schule), die er bis 1935 innehatte. 1923 und 1924 waren seine Arbeiten im Münchner Glaspalast zu sehen. 1923 schuf er den Schriftzug, die Ladenschilder und Hausnummern für die Wohnsiedlung Borstei im Münchner Stadtteil Moosach. 
Ege stand in engem Austausch mit dem Typografen Paul Renner. Ab 1927 leitete Eduard Ege die Abteilung Graphik der von Renner gegründeten Meisterschule für Deutschlands Buchdrucker. Ege lehrte dort und an der Nachfolgeorganisation Akademie für das Grafische Gewerbe bis 1958. Seit den 1920er Jahren war München und dort speziell die Meisterschule ein Kulminationspunkt, an dem die Protagonisten der Erneuerung von Buchgestaltung und Typografie wie Renner, Georg Trump und Jan Tschichold zusammen wirkten, lehrten und sich gegenseitig beeinflussten. Ege bewegte sich in diesem Umfeld.
Zu Eduard Eges bedeutendsten Entwürfen gehören das 1945 entstandene Bayerische Staatswappen und das 1955 bis 1993 verwendete Signet der Deutschen Bundesbahn. Bereits 1927 entwarf Ege ein modernes Stadtwappen für München, das auf dem damaligen Ratsservice der Stadt München verwendet wurde (gestaltet hatte es Wolfgang von Wersin, hergestellt wurde es von der Porzellanmanufaktur Nymphenburg). 1957 entwarf er das kleine sowie das große neue Münchener Stadtwappen. Ab 1950 war Ege Art Director der 1949 neu begründeten Zeitschrift Gebrauchsgraphik (heute Novum – world of graphic design). Er war Mitglied des Bundes Deutscher Grafik-Designer (heute BDG Berufsverband der Deutschen Kommunikationsdesigner). 1973 erhielt er die Ehrenmedaille der Stadt München und wurde Ehrenmitglied des BDG.
Aufbauend auf Erfahrungen aus den 1920er Jahren, als er Reklamemarken schuf und sich am Wettbewerb um die Briefmarken der Bayerischen Abschiedsserie beteiligte, gestaltete Ege ab 1958 Briefmarken für die Deutsche Bundespost. Aus 21 Wettbewerbsteilnahmen gingen insgesamt 13 realisierte, von Eduard Ege entworfene Marken hervor. Zuletzt erschienen 1967 Briefmarken zum Evangelischen Kirchentag (Mi.-Nr. 536) und zum 450. Jahrestag des Thesenanschlags von Martin Luther (Mi.-Nr. 544).

Münchner Wappen, seit 1957
Bayerisches Staatswappen, seit 1945
Logo der Deutschen Bundesbahn, in Gebrauch von 1955 bis 1993
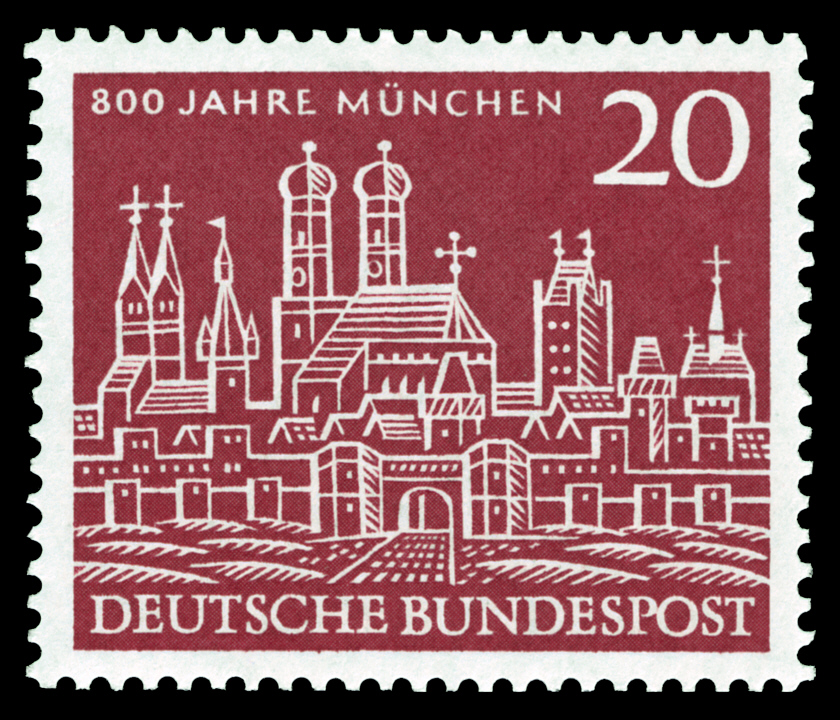
Briefmarke der Deutschen Bundespost (1958): 800 Jahre München
Briefmarke der Deutschen Bundespost (1967): 450 Jahre Thesenanschlag an der Schloßkirche Wittenberg durch Martin Luther